# Chiesa di San Bernardino da Siena (Luzzana)
La chiesa di San Bernardino da Siena è il principale luogo di culto cattolico di Luzzana, in provincia e diocesi di Bergamo; fa parte del vicariato di Borgo di Terzo-Casazza.

## Storia
La citazione di una "capella sub titulo Sancti Bernardini" di Luzzana risale al 1524. La chiesa era già stata eretta a parrocchiale nella prima metà del Cinquecento, risulta infatti che vi fosse nominato un parroco nel 1560, eletto dai vicini che avevano il giuspatronato sulla chiesa. La parrocchiale è infatti inserita nell'elenco dei giuspatronati degli anni 1564-1560 della diocesi di Bergamo.
Le chiese e i monasteri di Bergamo ebbero la visita diocesana nell'autunno del 1575 di san Carlo Borromeo arcivescovo di Milano. Il 24 ottobre visitò la parrocchia di San Bernardino. Dagli atti risulta che dipendeva dalla pieve di Mologno e che vi erano le scuole della dottrina cristiana e del Santissimo Sacramento retto da due sindaci e un tesoriere che venivano eletti annualmente dai vicini di Luzzana.
Nel 1659 la comunità fu visitata dal vescovo san Gregorio Barbarigo e gli atti riportano che la chiesa parrocchiale era compresa nella vicaria foranea di Mologno. Vi erano erette la scuola del Santissimo Sacramento che gestiva l'altare maggiore, la scuola del Rosario che gestiva l'altare omonimo e della Dottrina. La chiesa era retta da solo parroco.

Nel 1666 la chiesa fu inserita nel Sommario delle chiese di Bergamo, elenco redatto dal cancelliere della curia vescovile Giovanni Giacomo Marenzi era sotto l'invocazione di San Bernardino da Siena, situata in Valle Cavallina e che dipendeva dalla pieve di Mologno. Le funzioni liturgiche e l'amministrazione erano rette da un parroco coadiuvato da un cappellano.
La chiesa fu visitata il 16 ottobre 1780 dal vescovo Giovanni Paolo Dolfin. La relazione indica che nella parrocchiale vi erano istituite le scuola del Santissimo Sacramento con due sindaci che gestivano l'altare maggiore, la scuola del Santissimo Rosario che gestiva l'altare dedicato alla Madonna del Rosario, e la scuola della Dottrina cristiana. Per le funzioni vi erano un curato beneficiato coadiuvato da un cappellano.
Il vescovo Pietro Luigi Speranza visitò la chiesa il 22 febbraio 1859 e ne rilevò l'inadeguatezza dopo che sul territorio vi era stato un incremento demografico che rendeva l'edificio non più sufficiente ordinando l'ampliamento della cinquecentesca chiesa. Si decise per una nuova costruzione piuttosto previa autorizzazione vescovile. La benedizione della prima pietra dell'erigenda chiesa fu il 5 maggio 1887 del vescovo Gaetano Camillo Guindani. lo stesso vescovo consacrò il nuovo edificio intitolandolo a san Bernardino da Siena il 17 settembre 1893.
Il Novecento vide la chiesa oggetto di lavori di stuccatura, decorazioni e finiture, nonché lavori di manutenzione straordinaria con opere di mantenimento.
Con decreto del 27 maggio 1979 del vescovo di Bergamo Giulio Oggioni la chiesa fu inserita nella vicaria di Borgo di Terzo-Casazza.

## Descrizione

### Esterno
L'edificio di culto orientato a sud è preceduto da un ampio sagrato con pavimentazione in pietre regolari e sezioni asfaltate. La facciata è tripartita da quattro lesene complete di alta zoccolatura e basamento con capitelli d'ordine ionico.
La parte centrale presente l'entrata principale sopraelevata da sei gradini con paraste e architrave in arenaria che reggono il timpano curvo sempre in arenaria, mentre nella parte superiore vi è la finestra a balconcino completa di cornice che regge la trabeazione e il timpano triangolare. Le lesene della facciata terminano con la trabeazione e il timpano triangolare.

### Interno
L'interno a navata unica con bussola in noce con raccordi curvi che collegano la controfacciata alle pareti laterali e al presbiterio. L'aula è divisa in tre campate da lesene stuccate a lucido complete di zoccolatura e capitelli d'ordine corinzio che reggono la trabeazione e il cornicione praticabile che percorre tutta l'aula dove s'imposta la volta a botte. Sopra il cornicione vi sono le finestre laterali corrispondenti alle cappelle.
La zona presbiteriale a pianta quadrate, con volta a botte, è preceduta da arco trionfale e due gradini terminante con coro absidato semiottagonale sobriamente decorato.
Il presbiterio ospita il dipinto Flagellazione di Cristo del veneziano Gianantonio Guardi del 1726. Il dipinto proveniente dalla chiesa più antica della famiglia Giovanelli e collocata sul presbiterio nell'Ottocento con gli altri due lavori del medesimo artista: Cristo deriso e Innalzamento alla croce. Del 1711 è il dipinto Cristo dinanzi a Caifa del padre Domenico Guardi. Le opere furono commissionate alla famiglia di Giovanni Benedetto Giovanelli che aveva possedimenti anche a Venezia.